# ساتورو هيغاشي
ساتورو هيغاشي (مواليد 18 يوليو 1963) هو ملاكم ياباني، مثّل بلاده في الألعاب الأولمبية الصيفية في دورتي 1984 و1988.

## روابط خارجية
ساتورو هيغاشي على موقع بوكس ريك (الإنجليزية) (registration required)
- ساتورو هيغاشي على موقع أوليمبيديا (الإنجليزية)